# Cannectancourt
Cannectancourt is een gemeente in het Franse departement Oise (regio Hauts-de-France) en telt 499 inwoners (1999). De plaats maakt deel uit van het arrondissement Compiègne.

## Geografie
De oppervlakte van Cannectancourt bedraagt 7,5 km², de bevolkingsdichtheid is 66,5 inwoners per km².
De onderstaande kaart toont de ligging van Cannectancourt met de belangrijkste infrastructuur en aangrenzende gemeenten.

## Demografie
Onderstaande figuur toont het verloop van het inwonertal (bron: INSEE-tellingen).